# کلیسای جامع کنستانتس

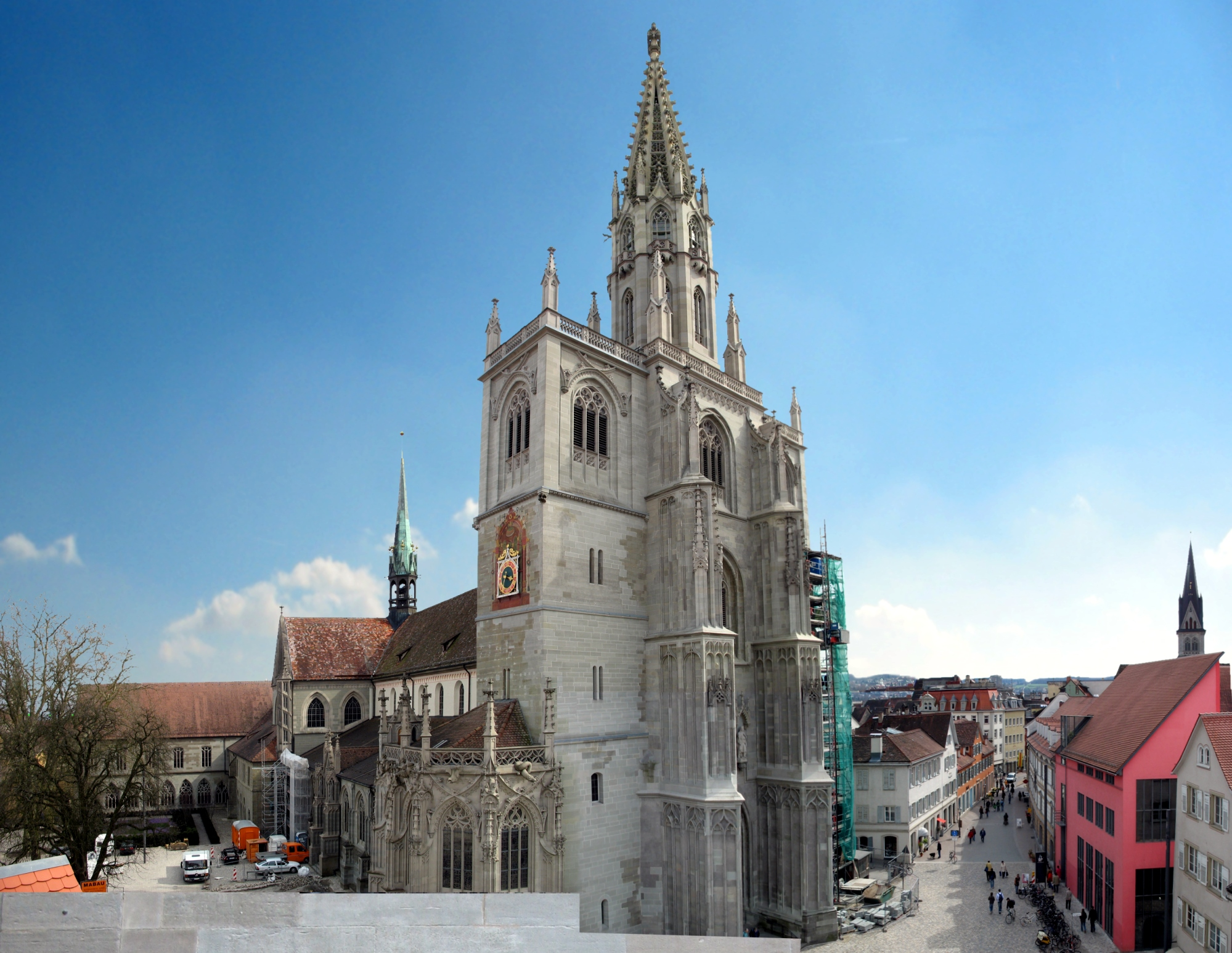
منظر کلیسای جامع کنستانتس از سمت شمال غربی

کلیسای جامع کنستانتس (آلمانی: Konstanzer Münster) یک ساختمان تاریخی در کنستانتس در جنوب آلمان است. در سال ۹۴۰ این کلیسا ساخته شد. ۳۰۰ سال بعد ساخت یک برج، سپس یکی دیگر در دستور کار قرار گرفت ولی پس از آن یک آتش بزرگ باعث نابودی یکی از برج‌ها همراه با بخش‌هایی از سالن کلیسا و همچنین ۹۶ خانه‌های دیگر در اطراف آن شد. برج جنوبی در سال ۱۳۷۸ تکمیل شد.

## نگارخانه

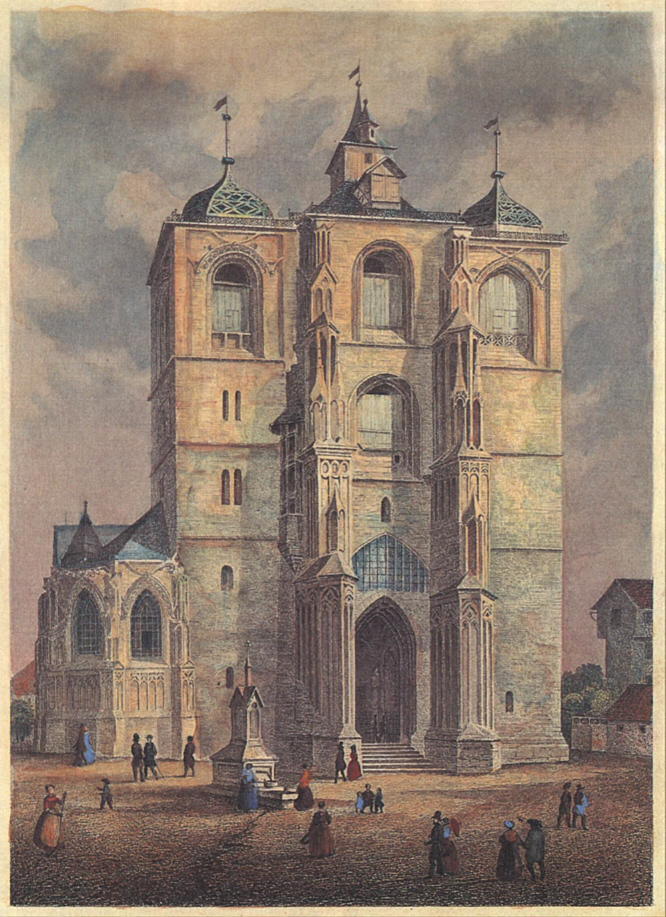
The façade in 1840
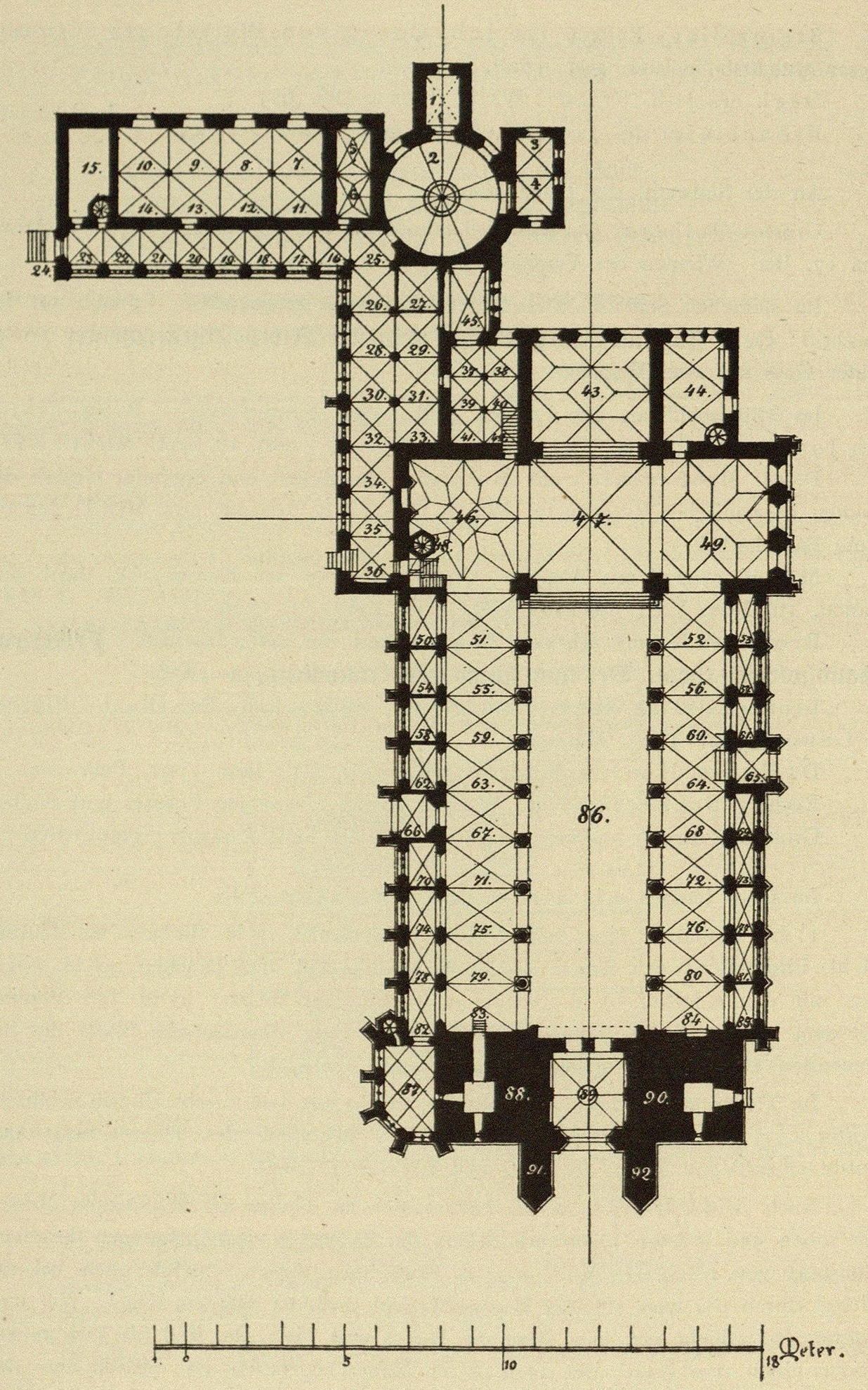
Plan of the cathedral
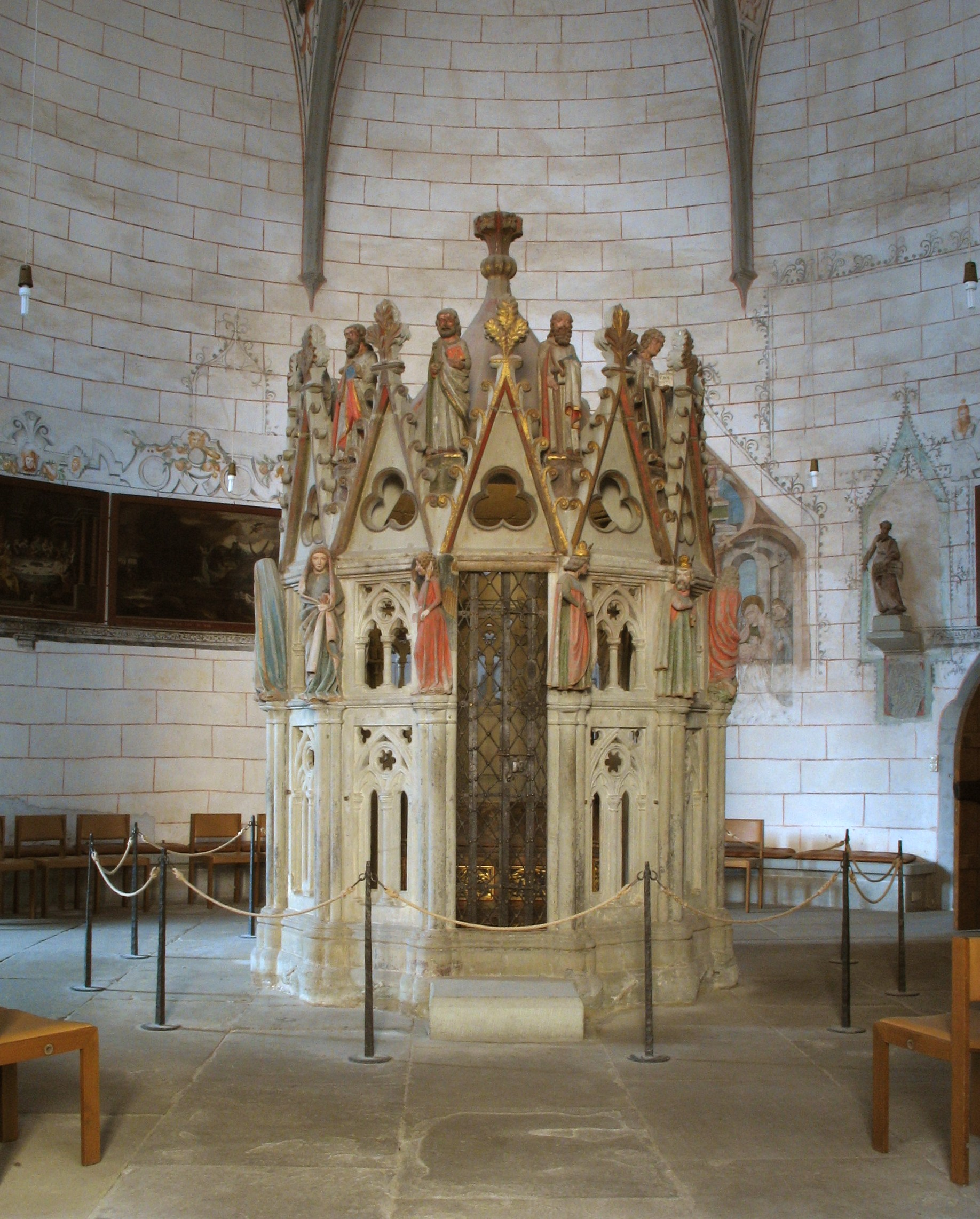
St Maurice's Rotunda